# Jobyna Ralston
Pour les articles homonymes, voir Ralston.
Jobyna Ralston est une actrice américaine née le 21 novembre 1899 à South Pittsburg dans le  Tennessee, morte le 22 janvier 1967 à Woodland Hills (Californie).

## Filmographie
- 1921 : Marin malgré lui (A Sailor-Made Man) de Fred C. Newmeyer
- 1922 : L'Étroit Mousquetaire  (The Three Must-Get-There) de Max Linder
- 1922 : The Golf Bug de James D. Davis
- 1922 : The Call of Home de Louis Gasnier
- 1923 : Faut pas s'en faire (Why Worry?) de Fred C. Newmeyer
- 1923 : Shoot Straight de J. A. Howe
- 1924 : Ça t'la coupe de Fred C. Newmeyer
- 1924 : Une riche famille de Fred C. Newmeyer et Sam Taylor
- 1925 : Vive le sport ! de Fred C. Newmeyer : Peggy
- 1926 : Le Petit frère de Lewis Milestone
- 1926 : Pour l'amour du ciel de Sam Taylor
- 1926 : Humor Risk de Richard Smith : Heroine
- 1927 : Les Ailes (Wings) de William A. Wellman
- 1927 : Le Petit Frère (The Kid Brother) de Ted Wilde et J.A. Howe
- 1928 : Black Butterflies de James W. Horne
- 1928 : The Power of the Press de Frank Capra : Jane Atwill

## Distinction
- 1923 : WAMPAS Baby Stars